# Karnobat
Karnobat (bulgariska: Карнобат) är en ort i Bulgarien. Den ligger i kommunen Obsjtina Karnobat och regionen Burgas, i den östra delen av landet, 300 km öster om huvudstaden Sofia. Karnobat ligger 208 meter över havet och antalet invånare är 19 709.
Terrängen runt Karnobat är platt. Det finns inga andra samhällen i närheten.
Trakten runt Karnobat består till största delen av jordbruksmark. Runt Karnobat är det ganska glesbefolkat, med 34 invånare per kvadratkilometer.